# Ei Aoki
Ei Aoki (あおき えい Aoki Ei?) es un director y guionista gráfico japonés. Acredita el anime Megazone 23 como su inspiración para tener una carrera en la animación. En 2013, creó el estudio de animación Troyca con Toshiyuki Nagano y Tomonobu Kato, que comenzó la producción de animación con su primer trabajo en otoño de 2014. Aoki es el director detrás de Girls Bravo, Kara no Kyōkai: Overlooking View, Ga-Rei: Zero, Hōrō Musuko, Fate/Zero, Aldnoah.Zero, Re:Creators e ID: Invaded

## Trabajos

### Series de televisión
Destaca papeles con funciones de dirección de series.
     Destaca papeles con funciones de asistente de dirección o supervisión.
| Año  | Título                                                     | Director(es)                 | Estudio             | Funciones | Refs.                |
| ---- | ---------------------------------------------------------- | ---------------------------- | ------------------- | --- | -------------------- |
| 2002 | Onegai☆Teacher                                             | Yasunori Ide                 | Daume               | Guionista gráfico (#5, 11) Director de episodios (#5, 11)                                                      | [ 5 ]                |
| 2003 | Last Exile                                                 | Koichi Chigira               | Gonzo               | Guionista gráfico (#25)                                                                                        | [ 6 ]                |
| 2003 | Onegai☆Twins                                               | Yasunori Ide                 | Daume               | Guionista gráfico (#11) Director de unidad (#11)                                                               | [ 7 ]                |
| 2004 | Monkey Turn                                                | Katsuhito Akiyama            | OLM                 | Guionista gráfico (#7)                                                                                         | [ 8 ]                |
| 2004 | Girls Bravo: First Season                                  | Ei Aoki                      | AIC Spirits         | Director Guionista gráfico (#1-3, 6)                                                                           | [ 9 ]                |
| 2005 | Girls Bravo: Second Season                                 | Ei Aoki                      | AIC Spirits         | Director Guionista gráfico (#24) Director de episodio (#24)                                                    | [ 9 ]                |
| 2005 | Shuffle!                                                   | Naoto Hosoda                 | Asread              | Guionista gráfico (#19) Director de episodio (#19)                                                             | [ 10 ]               |
| 2005 | Blood+                                                     | Jun'ichi Fujisaku            | Production I.G      | Guionista gráfico (#23) Director de episodio (#23)                                                             | [ 11 ]               |
| 2006 | Coyote Ragtime Show                                        | Matsuri Ōse Takuya Nonaka    | Ufotable            | Guionista gráfico (#1, 11) Director de episodios (#1, 11) Animación clave (#11)                                | [ 12 ]               |
| 2006 | Pumpkin Scissors                                           | Katsuhito Akiyama            | Gonzo AIC           | Guionista gráfico (#18)                                                                                        | [ 13 ]               |
| 2006 | Sōkō no Strain                                             | Tetsuya Watanabe             | Studio Fantasia     | Guionista gráfico (#13) Director de episodio (#13)                                                             | [ 14 ]               |
| 2007 | Shuffle! Memories                                          | Naoto Hosoda                 | Asread              | Guionista gráfico (#2, 7-8, 11) Director de episodios (#2, 7-8, 11)                                            | [ 15 ]               |
| 2008 | Ga-Rei: Zero                                               | Ei Aoki                      | AIC Spirits Asread  | Director Guionista gráfico (#1-2, 9-10, 12) Director de episodios (#1, 12)                                     | [ 16 ]               |
| 2009 | Shangri-La                                                 | Makoto Bessho                | Gonzo               | Guionista gráfico (#7)                                                                                         | [ 17 ]               |
| 2009 | Bakemonogatari                                             | Tatsuya Oishi Akiyuki Shinbo | Shaft               | Guionista gráfico (#10)                                                                                        | [ 18 ]               |
| 2010 | Baka to Test to Shōkanjū                                   | Shin Ōnuma                   | Silver Link         | Guionista gráfico (#4)                                                                                         | [ 19 ]               |
| 2010 | Angel Beats!                                               | Seiji Kishi                  | P.A. Works          | Guionista gráfico (#3, 9)                                                                                      | [ 20 ]               |
| 2011 | Hōrō Musuko                                                | Ei Aoki                      | AIC Classic         | Director Guionista gráfico (#1-2, 6, 9-11; OP, ED) Director de episodios (#1, 11) Director de unidad (#OP, ED) | [ 21 ] [ 22 ] [ 23 ] |
| 2011 | Fate/Zero                                                  | Ei Aoki                      | Ufotable            | Director Guionista gráfico (#1, 8; ED) Director de episodios (#1, 8) Director de unidad (#ED)                  | [ 24 ]               |
| 2012 | Fate/Zero 2nd Season                                       | Ei Aoki                      | Ufotable            | Director Guionista gráfico (#21, 24-25; OP, ED) Director de episodios (#24-25) Director de unidad (#OP)        | [ 25 ]               |
| 2013 | Boku wa Tomodachi ga Sukunai Next                          | Toru Kitahata                | AIC Build           | Guionista gráfico (#11)                                                                                        | [ 26 ]               |
| 2014 | Aldnoah.Zero                                               | Ei Aoki                      | A-1 Pictures Troyca | Director Guionista gráfico (#1-4, 7, 12; OP)                                                                   | [ 4 ] [ 27 ] [ 28 ]  |
| 2015 | Aldnoah.Zero 2nd Season                                    | Ei Aoki                      | A-1 Pictures Troyca | Director Guionista gráfico (#15, 20, 24) Director de episodio (#24)                                            | [ 29 ]               |
| 2017 | Re:Creators                                                | Ei Aoki                      | Troyca              | Director Composición de la serie Guionista (#1-22) Guionista gráfico (#1, 5, 10, 22) Director de episodio (#1) | [ 30 ] [ 31 ]        |
| 2018 | Yagate Kimi ni Naru                                        | Makoto Katō                  | Troyca              | Guionista gráfico (#6)                                                                                         | [ 32 ]               |
| 2019 | Lord El-Melloi II Sei no Jikenbo: Rail Zeppelin Grace Note | Makoto Katō                  | Troyca              | Guionista gráfico (#0, 6, 13) Supervisión                                                                      | [ 33 ]               |
| 2020 | Id:Invaded                                                 | Ei Aoki                      | NAZ                 | Director Guionista gráfico (#1, 10, 12-13) Director de episodios (#1, 12-13)                                   | [ 34 ]               |
| 2020 | IDOLiSH7 Second Beat!                                      | Makoto Bessho                | Troyca              | Guionista gráfico (#10) Director de episodio (#10) Supervisión                                                 | [ 35 ]               |
| 2021 | IDOLiSH7 Third Beat!                                       | Makoto Bessho                | Troyca              | Guionista gráfico (#2, 4, 8, 12) Supervisión                                                                   | [ 36 ] [ 37 ]        |
| 2023 | Overtake!                                                  | Ei Aoki                      | Troyca              | Director Guionista (#5, 9, 12) Guionista gráfico (#1-3, 5, 7, 12) Director de episodios (#1, 12)               | [ 38 ]               |

### Películas
Destaca papeles con funciones de dirección de series.
| Año  | Título                                  | Director(es)   | Estudio  | Funciones                    | Refs.  |
| ---- | --------------------------------------- | -------------- | -------- | ---------------------------- | ------ |
| 2007 | Kara no Kyōkai: Overlooking View        | Ei Aoki        | Ufotable | Director                     | [ 39 ] |
| 2008 | Kara no Kyōkai: Remaining Sense Of Pain | Mitsuru Obunai | Ufotable | Director de unidad asistente | [ 39 ] |
| 2025 | Aldnoah.Zero (Re+)                      | Ei Aoki        | Troyca   | Director                     | [ 40 ] |

### ONAs
Destaca papeles con funciones de dirección de series.
| Año  | Título    | Director(es) | Estudio | Funciones | Refs.  |
| ---- | --------- | ------------ | ------- | --------- | ------ |
| 2021 | Id:Indeed | Ei Aoki      | NAZ     | Director  | [ 41 ] |

### OVAs
| Año  | Título                        | Director(es)                    | Estudio             | Funciones              | Refs.  |
| ---- | ----------------------------- | ------------------------------- | ------------------- | ---------------------- | ------ |
| 2000 | Yarima Queen                  | Takeshi Aoki                    | AIC                 | Guionista gráfico      | [ 42 ] |
| 2009 | Isekai no Seikishi Monogatari | Masaki Kajishima Kōji Yoshikawa | AIC Spirits BeSTACK | Guionista gráfico (#9) | [ 43 ] |